# Qingyang Airport
Qingyang Airport (kinesiska: 庆阳机场) är en flygplats i Kina. Den ligger i provinsen Gansu, i den nordvästra delen av landet, omkring 340 kilometer öster om provinshuvudstaden Lanzhou. Qingyang Airport ligger 1 405 meter över havet.
Runt Qingyang Airport är det tätbefolkat, med 331 invånare per kvadratkilometer. Närmaste större samhälle är Nanjie, 7,7 km söder om Qingyang Airport. Trakten runt Qingyang Airport består i huvudsak av gräsmarker.
Genomsnittlig årsnederbörd är 748 millimeter. Den regnigaste månaden är september, med i genomsnitt 167 mm nederbörd, och den torraste är december, med 1 mm nederbörd.